# Stazione di Esch-sur-Alzette
La stazione di Esch-sur-Alzette (in francese: Gare d'Esch-sur-Alzette, in lussemburghese: Gare Esch-Uelzecht, in tedesco: Bahnhof Esch-sur-Alzette) è una stazione ferroviaria della cittadina  lussemburghese di Esch-sur-Alzette situata alla congiunzione delle linee 6a per Bettembourg e 6f per Pétange. È anche capolinea della linea internazionale per Audun-le-Tiche.

## Storia
La stazione fu aperta al traffico il 23 aprile 1860 dalla Compagnie des chemins de fer de l'Est. Nel 1879 fu costruito il nuovo fabbricato viaggiatori nel luogo dove sorge l'attuale. Verso la fine degli anni cinquanta del XX secolo, visto l'aumento del volume dei traffici fu deciso l'ammodernamento dell'intero scalo di Esch-sur-Alzette, che venne realizzato tra il 1958 ed il 1959.
Nel 2014 il fabbricato degli anni cinquanta è stato demolito e rimpiazzato da uno più moderno aperto al pubblico nel 2017.